# Сен-Поль-сюр-Мер
Сен-Поль-сюр-Мер (фр. Saint-Pol-sur-Mer, пикард. Saint-Po-dsu-Mér) — город и бывшая коммуна Франции, в регионе Нор — Па-де-Кале, департамент Нор. Население — 22 100 человек (2006). В 2010 году коммуна соединилась с Дюнкерком.
Коммуна расположена на расстоянии около 250 км севернее Парижа, 70 км северо-западнее Лилля.

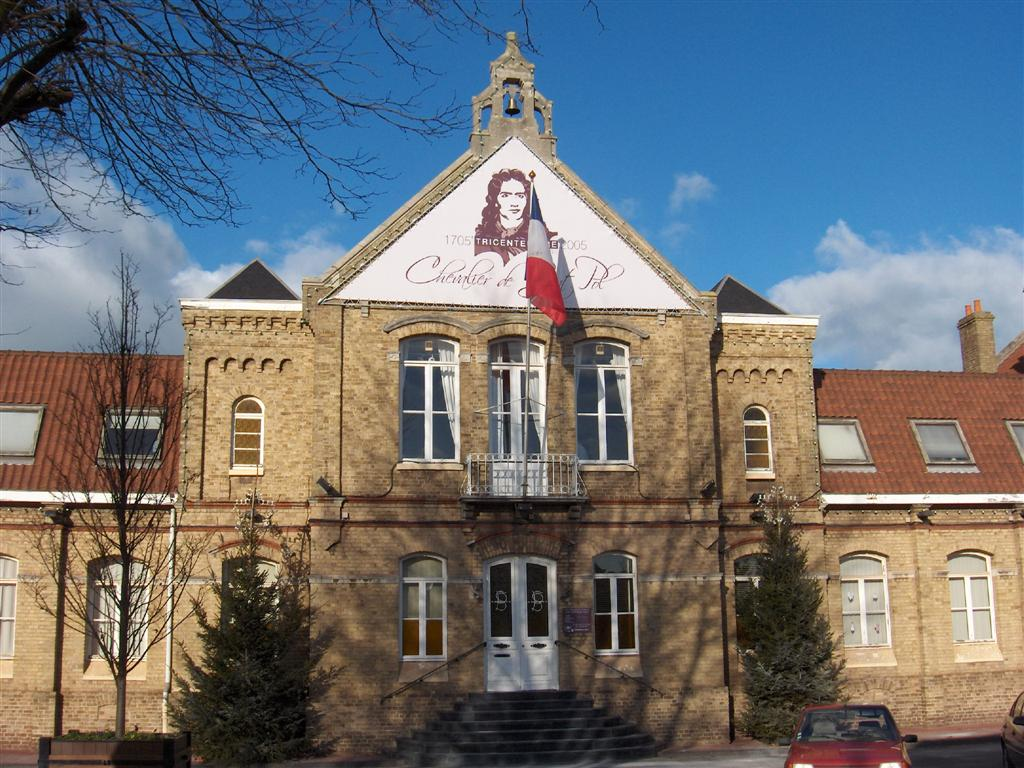

## Демография
Динамика населения ( ):